# Мосолово (Старожиловский район)
Мосолово — село в Старожиловском районе Рязанской области России, входит в состав Гребневского сельского поселения.

## География
Село расположено в 10 км на северо-восток от центра поселения села Гребнево и в 28 км на северо-восток от райцентра рабочего посёлка Старожилово.

## История
Мосолово в качестве села упоминается в приправочных книгах Каменского стана 1597-98 годов, где сказано, что у села Мосолова за полем на вотчинной земле Павла Мосолова деревянная церковь Николая Чудотворца. В писцовых книгах поместных и вотчинных земель в Каменском стане 1628-29 годов и в платежных Рязанских книгах за те же года Мосолово значится за Иваном Клементьевым сыном Мосолова и за младшим Ильиным сыном Мосолова. В окладных книгах 1676 года находившаяся в селе церковь также названа Никольской. Каменная церковь в честь иконы Божьей Матери Казанской с приделом Никольским начата постройкой в 1789 году, а окончена в 1792 году. Строителем её был помещик статский советник Федор Прокофьевич Сазонов. Церковь имела в длину 32, в ширину 11 аршин. Одновременно с церковью устроена была колокольня и ограда вокруг церкви, близ которой сыном храмоздателя штабс-капитаном Дмитрием Федоровичем Сазоновым устроен каменный двухэтажный дом.
В XIX — начале XX века село входило в состав Запольской волости Пронского уезда Рязанской губернии. В 1906 году в селе было 65 дворов.
С 1929 года село являлось центром Мосоловского сельсовета Старожиловского района Рязанского округа Московской области, с 1937 года — в составе Рязанской области, с 1944 года — в составе Букринского района, с 1956 года — в составе Старожиловского района, с 2005 года — в составе Гребневского сельского поселения.

## Население
| 1859 | 1906 | 2010 |
| ---- | ---- | ---- |
| 315  | ↗441 | ↘15  |